# Musée russe d'Ethnographie

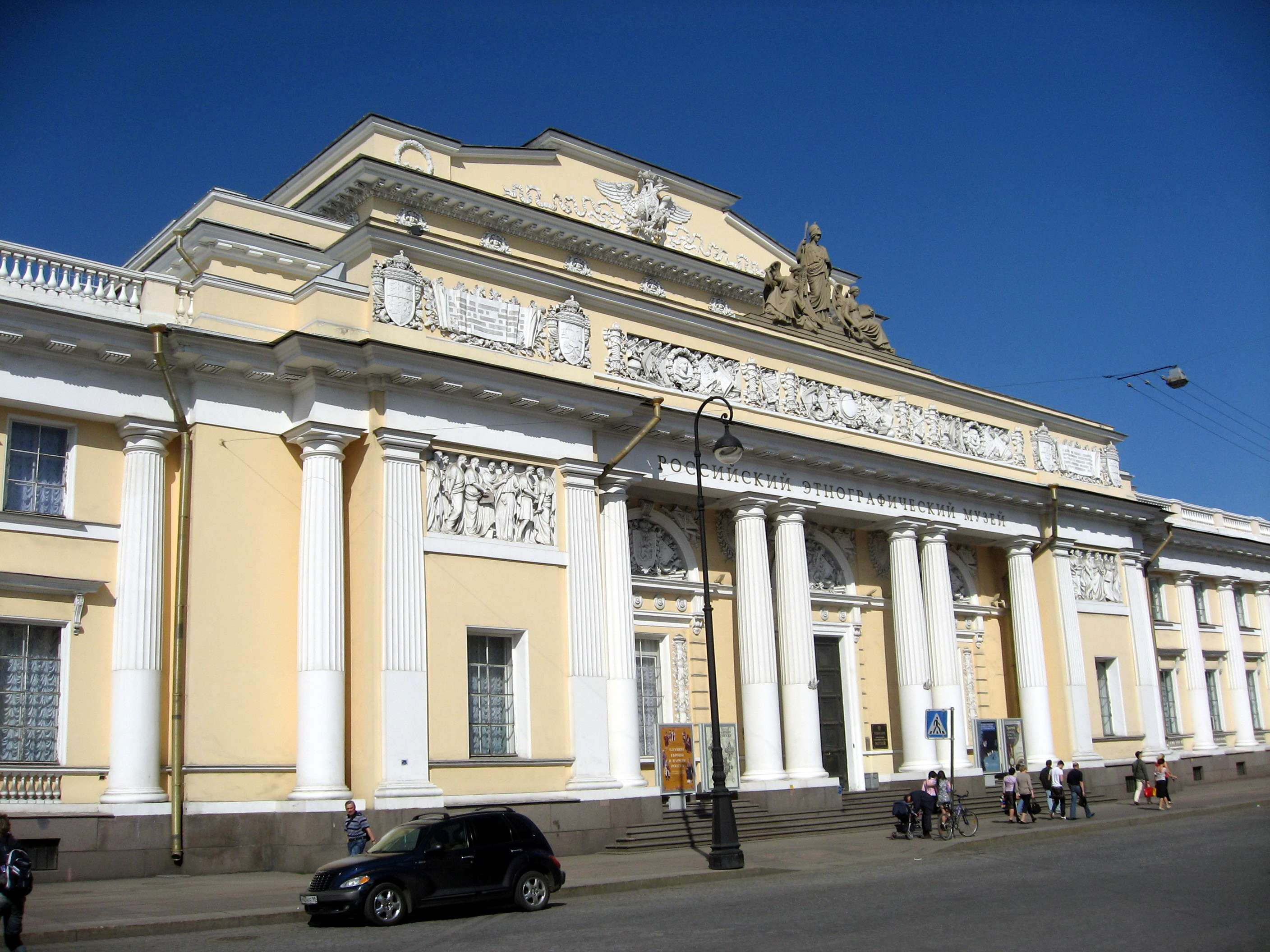
Entrée du musée d’Ethnographie avec sa colonnade dorique

Le musée russe d'Ethnographie (en russe : Российский этнографический музей) est l'un des plus grands musées ethnographiques d'Europe. Il se trouve à Saint-Pétersbourg, rue des Ingénieurs N°4/1, au début de la rue Sadovaïa, et il est desservi par la station de métro Gostiny Dvor, près de la perspective Nevski.

## Historique
Le musée a été fondé en 1902, comme filiale du Musée russe pour le domaine de l'ethnographie et installé dans ce bâtiment construit par Vassili Svinyne entre 1902 et 1913. Il a été ouvert au grand public le 3 juin 1923 et a été réaménagé en 1934, en tant que musée indépendant. Sa collection comporte près de 500 000 pièces et œuvres des peuples de l'ancien Empire russe. Elle a été complétée en 1948 de pièces provenant du musée des peuples d'URSS de Moscou.
Un centre ethnographique pour l'enfance est ouvert pour le jeune public.